# Iain Henderson
Pour les articles homonymes, voir Henderson.

a Compétitions nationales et continentales officielles uniquement.

b Matchs officiels uniquement.
Dernière mise à jour le 22 septembre 2024.
Iain Henderson, né le 21 février 1992 à Craigavon, en Irlande du Nord, est un joueur international irlandais de rugby à XV jouant au poste de deuxième ligne ou troisième ligne aile à l'Ulster et en équipe d'Irlande depuis 2012. 
Avec le XV du Trèfle, il remporte le Tournoi des Six Nations à quatre reprises, réalisant deux fois le Grand Chelem en 2018 et 2023. 

## Biographie

### Jeunesse et formation
Né à Craigavon, dans le comté d'Armagh, Iain Henderson fait ses études à la Belfast Royal Academy (en), jouant dans le premier XV de l'école qui atteint la finale de la Coupe des écoles d'Ulster (en) en 2010. En juillet 2010, il est sélectionné dans l'équipe d'Ulster/Leinster contre Connacht/Munster lors du match de démonstration qui en inauguration de l'Aviva Stadium à Dublin.

### Carrière avec l'Ulster
Iain Henderson fait ses débuts dans l'équipe senior de l'Ulster en avril 2012, en fin de saison 2011-2012. Pour sa première saison, il joue deux matchs de championnat et marque un essai. 
En début de saison 2012-2013, il signe son premier contrat professionnel en octobre 2012. Un mois plus tard, le 10 novembre 2012, il fait ses débuts internationaux contre l'Afrique du Sud. Cette saison, il joue 19 matchs toutes compétitions confondues marquant deux essais. L'Ulster termine en tête du classement du Pro12, obtenant une demi-finale à domicile, au cours de laquelle ils battent les Scarlets 27-16. En finale contre le Leinster Henderson est sur le banc des remplaçants, avant d'entrer en jeu en cours de match. Le Leinster s'impose 24 à 18. Il est ensuite nommé Jeune joueur de l'année lors des Ulster Rugby Awards de 2013. 
Durant la saison 2019-2020, Iain Henderson est nommé capitaine de l'Ulster, en remplacement de Rory Best qui prend sa retraite, avant la saison. Il a fait sa 100e apparition pour sa province contre les Leicester Tigers en Coupe d'Europe en janvier 2019. L'Ulster est quart de finaliste de la Champions Cup, éliminé par Toulouse. Toutefois, la province atteint la finale du Pro14. Durant ce match, face au Leinster, Iain Henderson est titulaire en deuxième ligne aux côtés d'Alan O'Connor. Cependant, son équipe est battue sur le score de 27 à 5,. Il joue au total neuf matchs toutes compétitions confondues cette saison.  

### Carrière internationale
Il représente l'Irlande dans les catégories des moins de 19 ans et des moins de 20 ans,  notamment lors du Championnat du monde junior 2012.
Le 10 novembre 2012, Iain Henderson fait ses débuts internationaux avec l'Irlande contre l'Afrique du Sud.
Il participe ensuite au Tournoi des Six Nations 2014, durant lequel il joue quatre des cinq matchs de son pays qui remporte le tournoi.  Il remporte ainsi son premier trophée en sélection nationale. De même l'année suivante, il joue le Tournoi des Six Nations 2015, entrant en jeu à chacun des matchs de l'Irlande qui remporte à nouveau le tournoi, pour la seconde fois consécutive.
À la suite d'une bonne saison avec sa province, il est sélectionné en équipe nationale par Joe Schmidt pour participer à la Coupe du monde 2015. Il joue trois des quatre matchs de poule des Irlandais, face au Canada, à l'Italie et à la France. Il est ensuite titulaire en quarts de finale face à l'Argentine qui élimine l'Irlande de la compétition (défaite 20-43).
En janvier 2018, il est convoqué en sélection nationale pour le Tournoi des Six Nations 2018, durant lequel il joue quatre matchs, dont trois en tant que titulaire. L'Irlande remporte les cinq match et réalise le Grand Chelem. 
Début janvier 2023, il est convoqué en équipe d'Irlande par Andy Farrell pour disputer le Tournoi des Six Nations. Il joue quatre des cinq matchs du tournoi, dont deux en tant que titulaire. Cependant, il se blesse lors du quatrième match, contre l'Écosse et manque donc la dernière rencontre face à l'Angleterre,. L'Irlande gagne tous ses matchs et remporte donc la compétition en réalisant le Grand Chelem. 
Fin mai 2023, il est présélectionné dans un groupe de 42 joueurs pour préparer la Coupe du monde 2023 avec son pays,.
En janvier 2024, il est sélectionné pour le Tournoi des Six Nations.

## Statistiques

### En équipe nationale
Au 4 juillet 2023, Iain Henderson compte 78 sélections en équipe d'Irlande pour 6 essais marqués, soit 30 points. Il a pris part à dix éditions du Tournoi des Six Nations, depuis 2013, ne manquant que l'édition 2016 et à deux éditions de la Coupe du monde, en 2015 et 2019.

## Palmarès

### En province
- Ulster
  - Finaliste du Pro12/Pro14 en 2013 et 2020.

### En sélection nationale
- Irlande
  - Vainqueur du Tournoi des Six Nations en 2014, 2015, 2018 (Grand Chelem), 2023 (Grand Chelem) et 2024.